# Coccus elatensis
Coccus elatensis är en insektsart som beskrevs av Ben-dov 1981. Coccus elatensis ingår i släktet Coccus och familjen skålsköldlöss.
Artens utbredningsområde är Israel. Inga underarter finns listade i Catalogue of Life.